# Jérôme Phélypeaux de Pontchartrain
Pour les autres membres de la famille, voir Maison Phélypeaux.
Jérôme Phélypeaux, comte de Pontchartrain, né en mars 1674 et mort à Versailles le 8 février 1747, est un homme d'État français.

## Biographie
Il est le fils de Louis Phélypeaux de Pontchartrain et de Marie de Maupeou (1645-1714). 
Reçu conseiller au parlement de Paris le 29 mars 1692, il fut associé par son père à ses responsabilités ministérielles avant de lui succéder comme secrétaire d'État de la Maison du Roi le 5 septembre 1699 et comme secrétaire d'État de la Marine le 6 septembre 1699 et demeura en poste respectivement jusqu'au 7 novembre et 1er octobre 1715. Lors de la mise en place de la polysynodie, il perdit ces charges, malgré l'intervention de son parent le marquis d'Effiat.
Sa gestion de la marine, longtemps décriée, tend à être largement réévaluée par l'historiographie la plus récente. Il encouragea notamment l'exploration et la colonisation de la Louisiane.
Dans ces fonctions, Jérôme Phélypeaux s'occupa également de la création de l'Académie royale des inscriptions et médailles (juillet 1701), devenue en 1716 l'académie des inscriptions et belles-lettres.

## Mariage et descendance
Il épouse en premières noces, le 28 février 1697, Éléonore Christine de La Rochefoucauld de Roye, dite Mlle de Chefboutonne (1681-1708), dont il eut cinq enfants :
1. Marie Françoise Christine (1698-1701) ;
2. Louis François (1700-1708), comte de Maurepas ;
3. Jean Frédéric (1701-1781), comte de Maurepas et de Pontchartrain ;
4. Paul Jérôme (1703-1775), marquis de Chefboutonne, futur lieutenant général ;
5. Charles Henri Phélypeaux de Pontchartrain (1706-1734), abbé de Royaumont, évêque de Blois.

Veuf en juin 1708, il épouse en secondes noces, le 31 juillet 1713, Marie Hélène Rosalie Angélique de L'Aubespine (1690-1770) dont il eut deux filles : 
1. Marie Louise Rosalie (1714-1780), qui épouse Maximilien Emmanuel de Watteville, marquis de Conflans ;
2. Hélène Françoise Angélique (1715-1781), qui épouse Louis-Jules Mancini-Mazarini, duc de Nivernois (1716-1798).

## Sources et bibliographie
- (en) Sara Chapman, Private ambition and political alliances: the Phélypeaux de Pontchartrain family and Louis XIV's government, 1650–1715, University of Rochester Press, Rochester, 2004.
- Charles Frostin, Les Pontchartrain, ministres de Louis XIV, Presses universitaires de Rennes, Rennes, 2006.
- Thierry Sarmant et Mathieu Stoll, Régner et gouverner : Louis XIV et ses ministres, éditions Perrin, Paris, 2010  (ISBN 978-2-262-02560-1).
- Jean-Yves Nerzic, La place des armements mixtes dans la mobilisation de l'arsenal de Brest sous les deux Pontchartrain (1688-1697 & 1702-1713), Ed. H&D, 2010,  (ISBN 978-2-9142-6619-2).
- Jean-Philippe Zanco, Dictionnaire des Ministres de la Marine 1689-1958, S.P.M. Kronos, Paris 2011.
- Michel Vergé-Franceschi (dir.), Dictionnaire d'histoire maritime, Paris, éditions Robert Laffont, coll. « collection Bouquins », 2002, 1508 p. (ISBN 2-221-08751-8)
- Lucien Bély (dir.), Dictionnaire Louis XIV, Paris, éditions Robert Laffont, coll. « Bouquins », 2015, 1405 p. (ISBN 978-2-221-12482-6)
- Étienne Taillemite, Dictionnaire des marins français, Paris, éditions Tallandier, 2002, 573 p. (ISBN 2-84734-008-4)
- Patrick Villiers, Jean-Pierre Duteil et Robert Muchembled (dir.), L'Europe, la mer et les colonies : XVIIe – XVIIIe siècle, Paris, Hachette supérieur, coll. « Carré histoire », 1997, 255 p. (ISBN 2-01-145196-5)
- Patrick Villiers, La France sur mer : De Louis XIII à Napoléon Ier, Paris, Fayard, coll. « Pluriel », 2015, 286 p. (ISBN 978-2-8185-0437-6)
- Jean Meyer et Martine Acerra, Histoire de la marine française : des origines à nos jours, Rennes, Ouest-France, 1994, 427 p. [détail de l’édition] (ISBN 2-7373-1129-2, BNF 35734655)